# جسیکا آلوز
جسیکا آلوز (به انگلیسی: Jessica Alves) (زاده ۳۰ ژوئیهٔ ۱۹۸۳) با نام قبلی رودریگو آلوز، ستاره تلویزیونی برزیلی-بریتانیایی است. او یک زن ترنس است. در ابتدا به عنوان مدل انسانی عروسک کن شناخته می‌شد و چندین عمل جراحی پلاستیک برای رسیدن به ظاهری متفاوت انجام داد و حتی چند مرتبه برای جراحی به ایران سفر کرد. اما این تغییرات او را راضی نکرد و در ژانویه ۲۰۲۰ رسماً اعلام کرد که زن ترنس است و تغییر جنسیت داد.در ژوئیه ۲۰۲۰ او نام خودش را به جسیکا آلوز تغییر داد.